# Мірхаліков Темурбай
Темурбай Мірхалікович Мірхаліков (нар. 29 жовтня 1938, село Шайх Бурхон Худжандського району, тепер Таджикистан) — радянський таджицький державний діяч, секретар ЦК КП Таджикистану, 1-й секретар Ленінабадського обласного комітету КП Таджикистану. Депутат Верховної ради Таджицької РСР. Депутат Верховної Ради СРСР 11-го скликання (1988—1989). Народний депутат СРСР (1989—1991).

## Життєпис
З 1956 року працював машиністом фарбувально-оздоблювального виробництва Ленінабадського шовкового комбінату.
У 1958—1963 роках — студент Ташкентського текстильного інституту.
У 1963—1971 роках — заступник начальника цеху, начальник цеху кокономотального виробництва, заступник головного інженера Ленінабадського шовкового комбінату.
Член КПРС з 1964 року.
У 1971—1976 роках — завідувач відділу Ленінабадського обласного комітету КП Таджикистану; 1-й заступник міністра легкої промисловості Таджицької РСР.
У 1976—1982 роках — міністр легкої промисловості Таджицької РСР.
У червні 1982 — 28 листопада 1983 року — заступник голови Ради міністрів Таджицької РСР — голова Держплану Таджицької РСР.
17 вересня 1983 — 17 січня 1987 року — секретар ЦК КП Таджикистану.
13 січня 1987 — 21 вересня 1991 року — 1-й секретар Ленінабадського обласного комітету КП Таджикистану.
Одночасно, з березня 1990 по 1991 рік — голова Ленінабадської обласної ради народних депутатів.
Подальша доля невідома.

## Нагороди і звання
- два ордени «Знак Пошани»
- медаль «За доблесну працю. В ознаменування 100-річчя з дня народження Володимира Ілліча Леніна» (1970)
- медалі